# Lanelater longicornis
Lanelater longicornis là một loài bọ cánh cứng trong họ Elateridae. Loài này được Gahan miêu tả khoa học năm 1900.